# ポル・アマト
ポル・アマト・エスクデ（Pol Amat Escudé、1978年6月18日 - ）は、スペイン・バルセロナ県バルセロナ出身のフィールドホッケー選手。スペイン代表。ポジションはフォワード。
2008年にはスペイン人として初めてFIH年間最優秀選手賞を受賞した。1996年アトランタオリンピックと2008年北京オリンピックでは銀メダルを獲得した。

## 経歴
17歳だった1995年にスペイン代表デビューした。1996年にはアトランタオリンピックに出場し、フアン・エスカレやシャビ・アルナウなどの名選手とともにプレーして銀メダルを獲得した。2000年のシドニーオリンピックにも出場して9位、2004年のアテネオリンピックにも出場して4位となった。2008年には北京オリンピックに出場し、再び銀メダルを獲得した。2012年のロンドンオリンピックにも出場して6位となった。
世界ランキング上位6か国が出場する2004年のホッケー・チャンピオンズトロフィーでは、スペイン代表は初めて金メダルを獲得した。2005年のヨーロッパ選手権では決勝でホッケー男子オランダ代表と対戦。2-2の同点からアマトは試合終了間際に2得点を決め、スペイン代表の31年ぶりの優勝に貢献した。2006年のホッケー・ワールドカップ3位決定戦のホッケー男子韓国代表戦では、2-2で迎えた延長で得点してスペイン代表の3位に貢献した。2008年にはスペイン人として初めてFIH年間最優秀選手賞を受賞した

## 家族
ポル・アマトはホッケー一家に生まれた。4親等までには以下のようなホッケー選手がいる。
- 伯父 : ペドロ・アマト（スペイン語版）(1940-) : ローマ五輪、東京五輪、メキシコシティ五輪に出場
- 伯父 : ハイメ・アマト（スペイン語版）(1941-) : 東京五輪、ミュンヘン五輪に出場
  - 従兄 : サンティ・アマト（スペイン語版）(1970-) : バルセロナ五輪、アトランタ五輪、シドニー五輪に出場。
- 父 : フランシスコ・アマト（スペイン語版）(1943-) : 東京五輪、メキシコシティ五輪、ミュンヘン五輪に出場
  - 本人 : ポル・アマト(1978-) : アトランタ五輪、シドニー五輪、アテネ五輪、北京五輪、ロンドン五輪に出場
- 叔父 : フアン・アマト（スペイン語版）(1946-) : メキシコシティ五輪、ミュンヘン五輪、モントリオール五輪、モスクワ五輪に出場
- 叔母
  - 従弟 : サンティ・フレイシャ（スペイン語版）(1983-) : アテネ五輪、北京五輪、ロンドン五輪に出場

## 所属クラブ
- 1983-2001  クルブ・エガラ（スペイン語版）
- 2001-2005  レアル・クルブ・デ・ポロ（スペイン語版）
- 2005-2006  クラブ・アムステルダム
- 2006-2008  レアル・クルブ・デ・ポロ（スペイン語版）
- 2008-2013  クルブ・エガラ（スペイン語版）

## タイトル

### スペイン代表
オリンピックのホッケー競技
- 銀メダル (2) : 1996, 2008

ホッケー・チャンピオンズトロフィー
- 金メダル (1) : 2004
- 銀メダル (1) : 2008
- 銅メダル (1) : 1997, 2005, 2006

ワールドカップ
- 銀メダル (1) : 1998
- 銅メダル (1) : 2006

チャンピオンズチャレンジ
- 金メダル (1) : 2003

ヨーロッパ選手権
- 金メダル (1) : 2005
- 銀メダル (1) : 2003, 2007

### クラブ
クルブ・エガラ
- ディビシオン・デ・オノール（英語版） (6) : 1993, 1996, 1998, 1999, 2000, 2001
- コパ・デル・レイ (5) : 1993, 1998, 1999, 2000, 2009

 レアル・クルブ・デ・ポロ
- ユーロ・ホッケー・リーグ（英語版） (1) : 2004
- ディビシオン・デ・オノール・デ・オッケイ・イエルバ（英語版） (3) : 2002, 2003, 2008
- コパ・デル・レイ (2) : 2003, 2008

### 個人
- FIH年間最優秀選手賞（英語版） (1) : 2008
- スペイン王立スポーツ勲章（英語版） (1) : 2009